# 龐常
龐常（1431年—？），字秉彜，四川瀘州人，明朝政治人物。

## 生平
成化二年（1466年）丙戌科第二甲第六十四名進士。

## 家族
曾祖龐均郁，祖龐德貴，父龐仁，前母朱氏；何氏。